# Третья Речка (приток Ташлы)
Тре́тья Ре́чка — река в Ставропольском крае на границе Ставрополя и Шпаковского района. Длина реки составляет 10,6 км.
Название объясняется тем, что река является третьей по счёту на восточном склоне Ставропольской горы. Истоком Третьей Речки является родник в районе «Зелёная роща» Ставрополя в начале Уютного переулка в северо-западной промышленной зоне города. В реку впадают несколько ручьёв. На реке обустроены три пруда. Третья Речка является левым притоком Ташлы, впадает в неё на восточной окраине Ставрополя за посёлком Чапаевка близ дороги «Северный обход».
Вода в реке сильно загрязнена сточными водами птицефабрики.

## Галерея

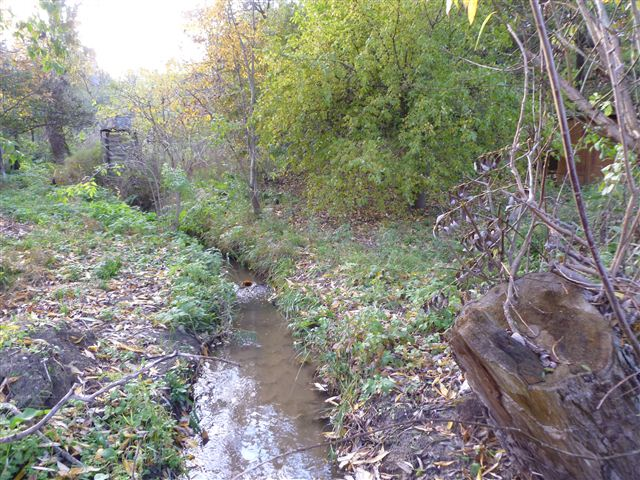
Верховье
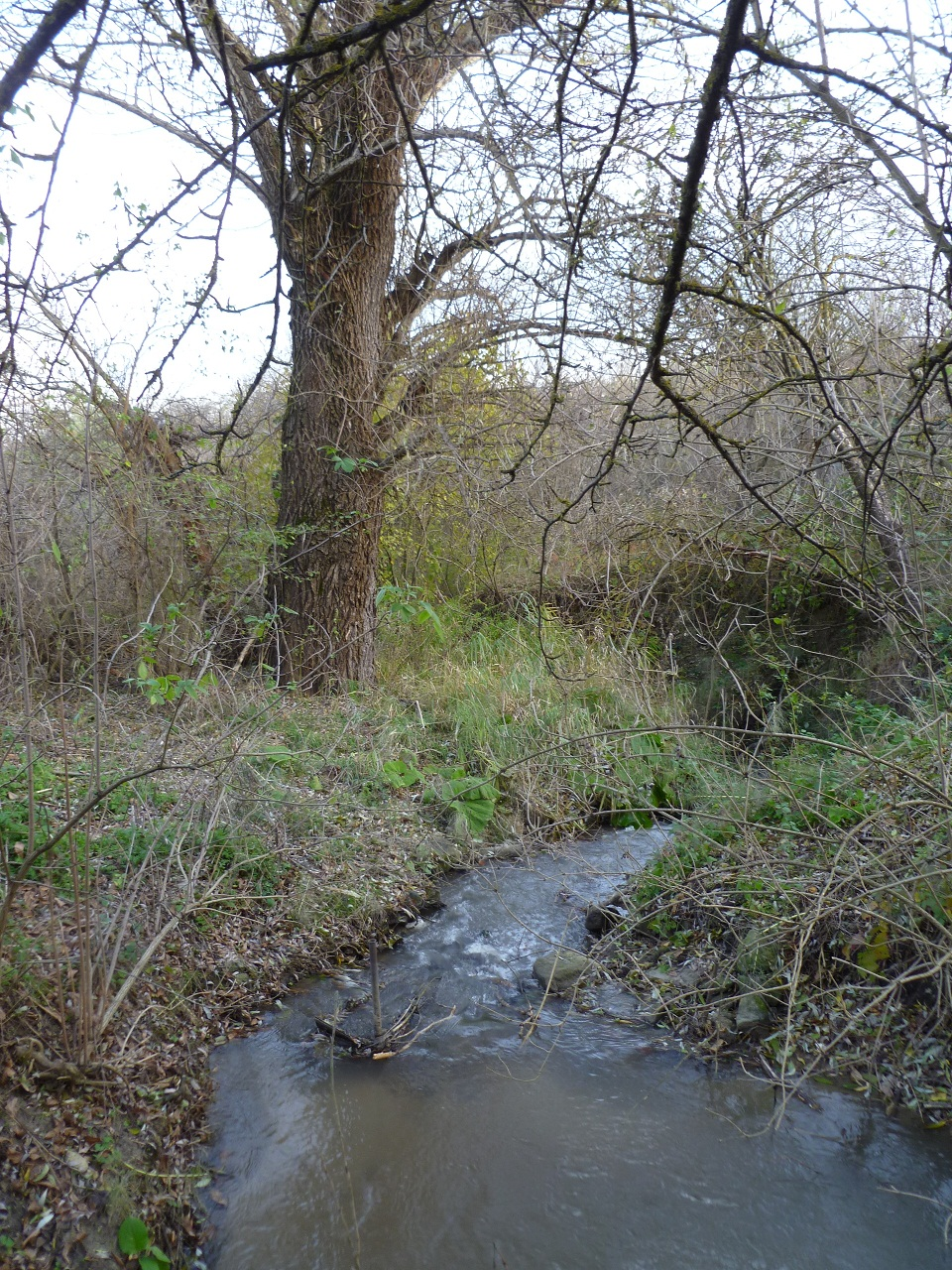
Верховье
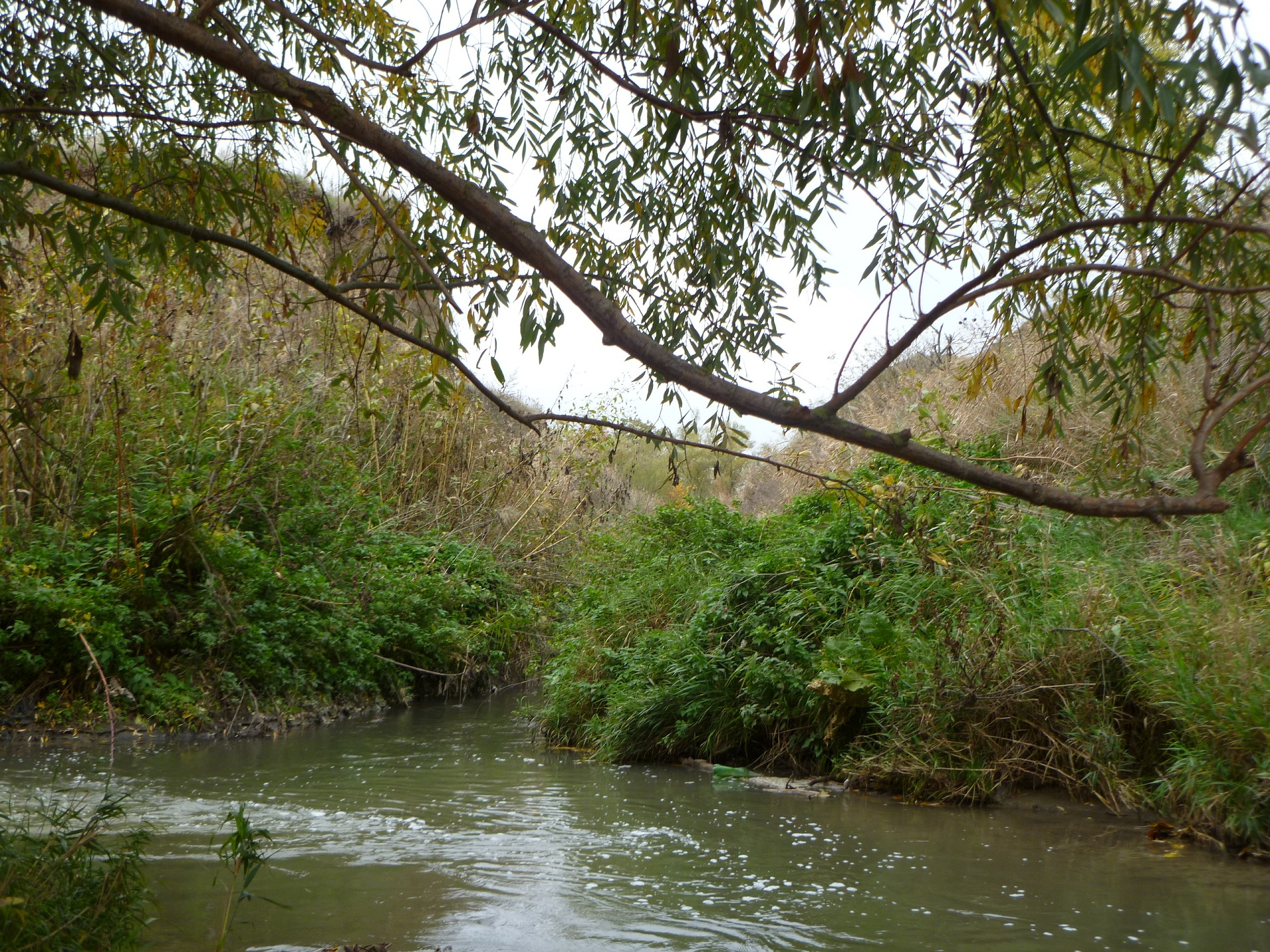
Устье
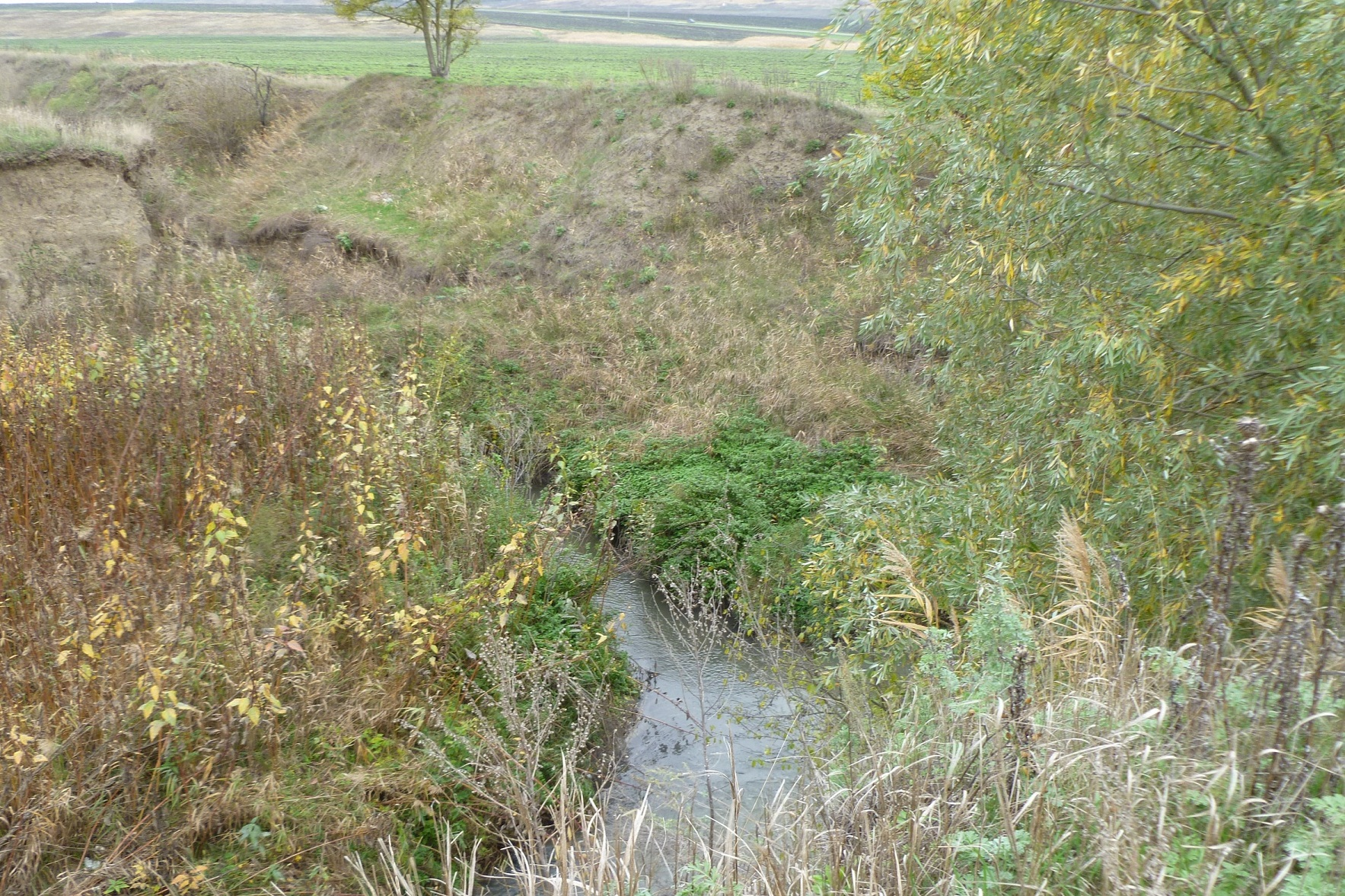
Устье